# بوليكسينا

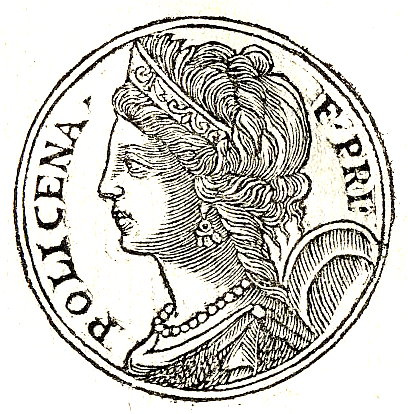
بوليكسينا في رسمة تعود للعام 1553

بوليكسينا هي ابنة بريام ملك طروادة وهيكوبا، وكانت مخطوبة لأخيل الذي قتله باريس في معبد أبولو حيث كان سيتم الاحتفال بالزواج. وظهر خيال أخيل للإغريق الذين عادوا في خيرسونيس الثراقية (وهي الآن شبه جزيرة جاليبولي)، وطالب أن تتم التضحية ببوليكسينا، فقتلها نيوبتوليموس بن أخيل على قبر أبيه.
كانت حكايتها موضوعا لمأساة هيكوبا ليوربيديس، ومأساة الطرواديون لسينيكا ومأساة بوليكسينا لسوفوكليس والتي لم تبق منها إلا أجزاء قليلة. وطبقا لفيلوستراتوس فإن بوليكسينا هربت إلى معاقل الإغريق بعد مقتل أخيل وانتحرت على قبره.